# Omphaloscelis intensa
Omphaloscelis intensa là một loài bướm đêm trong họ Noctuidae.